# Apple A7
L'Apple A7 è il system-on-a-chip 64-bit  progettato da Apple Inc. e utilizzato nell'iPhone 5s, iPad Air, iPad mini 2 e iPad mini 3. È stato presentato il 10 settembre 2013. Apple afferma che è fino a due volte più veloce del precedente e possiede fino a due volte la potenza grafica del predecessore. Il chip offre 1 GB di memoria RAM LPDDR3-1333.

## Design
L'A7 utilizza un'architettura a 64-bit personalizzata da Apple basata sull'architettura ARMv8-A, chiamata Cyclone. Il set di istruzione a 64-bit A64 utilizzato nell'ARMv8-A raddoppia il numero dei registri nell'A7 rispetto alla precedente architettura ARMv7 usata nell'Apple A6. Possiede 31 registri general purpose da 64-bit ognuno e 32 registri floating-point/NEON larghi 128-bit.
L'A7 integra inoltre una GPU PowerVR G6430 in configurazione quad-core.
I due core dell'A7 possiedono ognuno 64KB di cache L1 per i dati e 64 KB per le istruzioni, 1 MB di cache L2 condivisa da entrambi i core, e 4MB di cache L3 per l'intero SoC.
L'A7 utilizza un nuovo processore d'immagini, una caratteristica originariamente introdotto con l'Apple A5, usato per funzionalità legate alla fotocamera quali Stabilizzatore d'immagine, correzione colore e controllo dell'esposizione.
L'A7 include inoltre un'area chiamata "Secure Enclave" che memorizza e protegge i dati raccolti dal Touch ID presente nell'iPhone 5S e nell'iPad mini 3.

### Apple A7 (APL0698)
Apple utilizza la variante APL0698 del chip A7, funzionante a 1,3 GHz, negli iPhone 5S, iPad Mini 2, e iPad Mini 3. Questa variante dell'A7 è prodotta da Samsung su un processo high-κ metal gate (HKMG) a 28 nm e include oltre un miliardo di transistor in un die di 102 mm². È prodotto con il metodo package on package (PoP) insieme a 1 GB di RAM LPDDR3 con un'interfaccia di memoria larga 64-bit.

### Apple A7 (APL5698)
Apple utilizza la variante APL5698 del chip A7, funzionante a 1,4 GHz, nell'iPad Air. Il die è identico in dimensioni e layout alla prima variante dell'A7 ed è prodotto da Samsung. Tuttavia, diversamente dalla prima versione, utilizza il metodo chip-on-board, avendo le DRAM adiacenti al SoC, come sull'Apple A5X e sull'A6X possiede un heat spreader di metallo.

## Apple M7
Il chip M7 è il co-processore integrato nel SoC per il rilevamento dei movimenti che gestisce i dati dell'accelerometro, del giroscopio e della bussola e consentire il miglioramento delle app specifiche per il fitness. La presenza di questo chip permette di alleggerire il carico del processore primario e di rendere i rilevamenti molto più precisi preservando il livello di carica della batteria.

## Prodotti che sfruttano l'Apple A7
- iPhone 5s
- iPad Air
- iPad mini 2
- iPad mini 3